# Königsberger See, Kattenstiegsee
Das Naturschutzgebiet Königsberger See, Kattenstiegsee liegt auf dem Gebiet der Gemeinden Gumtow und Heiligengrabe im Landkreis Ostprignitz-Ruppin in Brandenburg.
Das rund 225 ha große Gebiet wurde mit Verordnung vom 17. November 2016 unter Naturschutz gestellt. Das aus zwei Teilflächen bestehende Naturschutzgebiet mit dem 53 ha großen Königsberger See und dem Kattenstiegsee erstreckt sich südlich, südwestlich und südöstlich von Königsberg, einem Ortsteil der Gemeinde Heiligengrabe. Nördlich des Gebietes verläuft die Landesstraße L 144 und östlich die L 14. Südlich erstreckt sich das 71 ha große Naturschutzgebiet Mühlenteich.